# Oplodontha anodonta
Oplodontha anodonta är en tvåvingeart som först beskrevs av Macquart 1846.  Oplodontha anodonta ingår i släktet Oplodontha och familjen vapenflugor. Inga underarter finns listade i Catalogue of Life.